# Juan I Joldea
Juan I Joldea, más conocido como Ioan Joldea, fue un pretendiente al trono de Moldavia del 4 al 12 de septiembre de 1552. En el principado de Moldavia la monarquía era electiva, como en las vecinas Polonia, Transilvania y Valaquia, y el príncipe (voivoda, hospodar o domnitor según las épocas y las fuentes) eran elegidos por y de entre los boyardos: para ser nombrado, reinar y mantenerse, debía apoyearse a menudo en las potencias vecinas: los Habsburgo, Polonia o el Imperio otomano.

## Biografía
Tras la muerte de su hijo Ștefan VI Rareș el 1 de septiembre de 1552 a manos de una conspiración de boyardos -que escaparon a Polonia- en el pueblo de Țuțora a orillas del Prut, la princesa Elena Branković, viuda de Petru IV Rareș, favorece, para preservar el porvenir de su último hijo Constantin de unos diez años de edad, el ascenso al trono de Ioan Joldea, que ejecía la función de comis ("Gran Escudero") en los reinados precedentes, ofreciéndole la mano de su hija Ruxandra. Joldea no pertenecía a la familia de los príncipes ni era un aristócrata, pero el gran vornic Gavril Movilă y el hetman Ion Sturdza aceptaron esa solución y se le corona en el campamento de Țuțora.
Al mismo tiempo, "Petru el escudero", el futuro Alexandru IV Lăpușneanu, hijo ilegítimo de Bogdan III el Tuerto, que era el candidato al trono de los polacos apoyado por el magnate Sienawski de Belz, reúne una tropa de cuatrocientos partidarios y entra en Moldavia el 4 de septiembre de 1552. El rey de Polonia Segismundo II Augusto aporta su aval a esta empresa y Petru se hace elegir y consagrar rey en Hârlău.
Desde la entrada de estas tropas en Moldavia, los partidarios de Joldea se dispersan y los boyardos que le apoyaban se unen al bando de Alexandru IV Lăpușneanu, al que reconocen como príncipe. Antes del 12 de septiembre, Joldea es capturado por Sienawski y el vornic Ion Moțoc en el pueblo de Șipote y varios días más tarde, junto a la princesa Elena y su hijo, y entregados a Alexandru que entra triunfalmente en Suceava.
El príncipe Alexandru IV Lăpușneanu perdona a todos los boyardos que habían tomado el partido del que entonces es presentado como usurpador. A Joldea se le amputa la nariz y se le obliga a tomar hábitos monacales en un monasterio, donde acabará sus días en una fecha desconocido y donde será enterrado.